# República de Concha
República de Concha (en inglés y oficialmente Conch Republic) es el nombre dado a los Cayos de Florida. Se utilizó por primera vez en una protesta a favor de la separación de los Cayos de Florida de los Estados Unidos, el 23 de abril de 1982. Ahora el término se sigue utilizando como reclamo turístico e incluso ha aparecido en algunos anuncios de la televisión local. El 23 de abril se ha nombrado día de la independencia de la «República de la Concha». 

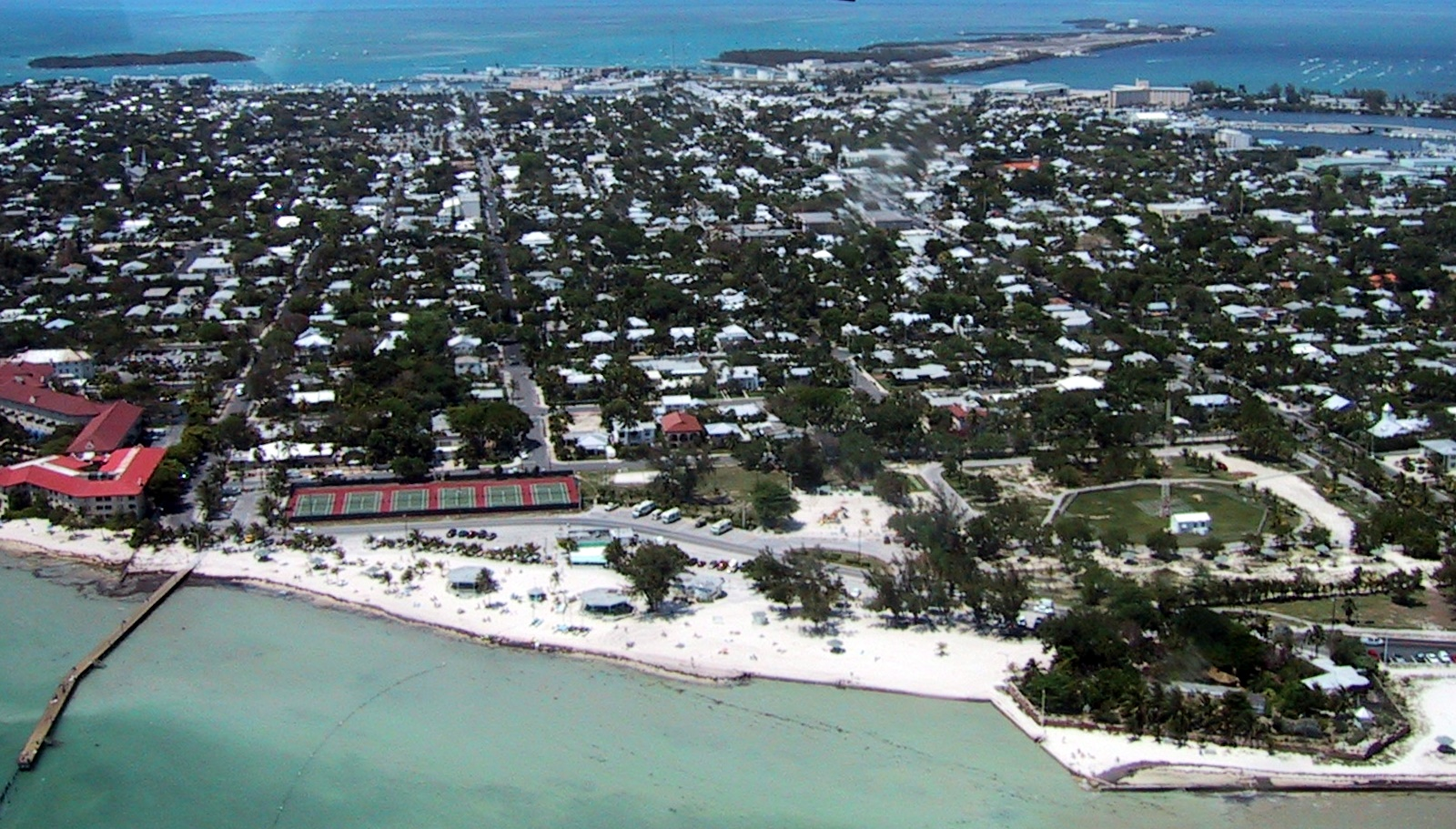
Foto aérea de Cayo Hueso.

En 1996 se puso en funcionamiento un sitio web de la República de la Concha, que al parecer está administrado por una empresa privada a cargo del autodenominado «Secretario General» Peter Anderson. En esta web se pueden conseguir pasaportes de la República de la Concha, que se venden como souvenirs. 
A pesar de que estas acciones han sido a menudo consideradas como poco serias, se llevaron a cabo como protesta ante un bloqueo de las patrullas estadounidenses que perjudicaba considerablemente a los residentes y suponía un declive del turismo en la zona. Aunque la República de la Concha no es ni fue un movimiento independentista, mucha gente en Cayo Hueso sigue identificándose con los motivos que originaron la protesta contra un gobierno que ellos ven como irresponsable, que lleva a cabo acciones sin considerar las consecuencias. Al menos tres protestas más se han producido tras el primer incidente.